# Những người Kazak
Những người Kazak (tiếng Ukraina: Козаки, tiếng Nga: Казаки) là một loạt phim hoạt hình dành cho trẻ em được phát bằng tiếng Ukraina của điện ảnh Liên Xô - nay là Ukraina.
Phim đứng thứ 84-85 trong danh sách 100 phim hay nhất lịch sử điện ảnh Ukraine .

## Nội dung
Chuyện phim xoay quanh số phận của ba nhân vật chính: Gray, Oko và Tur - những anh chàng Kazak vùng Zaporozhe. Họ thường rơi vào những cuộc phiêu lưu lạ thường, cuộc họp với những người từ các quốc gia khác nhau và bất chấp cả thời gian, ngay cả với các vị thần và người ngoài hành tinh. Trong phim, thiếu đối thoại và một số văn bản, ngoại trừ mục hướng đôi khi "từ tác giả" - hành động diễn ra trong một cảnh trực quan.

Mô tả của các nhân vật đề cập đến mang tính biểu tượng trong trí tưởng tượng của người Ukraine. Eleanor Cowen trong cuốn sách " Hoạt hình đằng sau bức màn sắt" đã tóm tắt tài liệu tham khảo lịch sử cho loạt phim hoạt hình:
"Với trang phục đặc biệt và những người đàn ông có bộ ria mép ấn tượng, người Cossacks nổi tiếng là những kẻ nổi loạn nghiện rượu và chuyển sang một xã hội bán độc lập vào thế kỷ 16 và 17. Các thành viên của họ từ chối chế độ nông nô và đấu tranh giành độc lập khỏi sự cai trị của nước ngoài. mất đi vị thế tự trị vào cuối thế kỷ 18, nét huyền bí về văn hóa của họ vẫn tồn tại trong ý thức người Ukraine. Người Cossacks đối với người Ukraine giống như những chàng cao bồi đối với người Mỹ, được coi là những kẻ phản bội và lính biên phòng đầy tinh thần. Họ vẫn là những nhân vật anh hùng, đầy màu sắc trong trí tưởng tượng của người Ukraine."  
Năm 1988, Anatoliy Havrylov (nhà quay phim), Volodymyr Dakhno (đạo diễn phim) và Eduard Kirych (nghệ sĩ nhân vật) đã được trao Giải thưởng Quốc gia Shevchenko cho tác phẩm của họ trong loạt phim này.
Vào năm 2012, các nhân vật này được coi là linh vật không chính thức trong thời gian Ukraine đăng cai tổ chức UEFA Euro 2012 .
Vào đầu những năm 2010, hãng phim Ukranimafilm bắt đầu chuẩn bị phát hành các tập bổ sung của loạt phim hoạt hình "How the Cossacks...", bao gồm 13 tập. Theo kế hoạch, các nhân vật được yêu thích sẽ xuất hiện trước khán giả vào mùa xuân năm 2014.  Buổi ra mắt loạt phim mới diễn ra vào năm 2016 và 2018.  Loạt phim mới này do hãng hoạt hình phi thương mại Ukraine thực hiện xưởng phim, Xưởng phim hoạt hình Baraban.

### Thứ tự các tập phim
1. Người Kazak làm món thịt hầm như thế nào ? (Як козаки куліш варили, 1967) 09:49
2. Người Kazak chơi bóng đá như thế nào ? (Як козаки у футбол грали, 1970) 18:23
3. Người Kazak giải cứu cô dâu như thế nào ? (Як козаки наречених визволяли, 1973) 18:51
4. Người Kazak mua muối như thế nào ? (Як козаки сіль купували, 1975) 09:20
5. Người Kazak tham dự Thế vận hội như thế nào ? (Як козаки олімпійцями стали, 1978) 17:35
6. Người Kazak trợ giúp những người lính ngự lâm như thế nào ? (Як козаки мушкетерам допомагали, 1979) 17:37
7. Người Kazak chạm trán người ngoài hành tinh như thế nào ? (Як козаки інопланетян зустрічали, 1983) 17:20
8. Người Kazak đi dự đám cưới như thế nào ? (Як козаки на весіллі гуляли, 1984) 19:28
9. Người Kazak chơi khúc côn cầu trên băng như thế nào ? (Як козаки в хокей грали, 1995) 17:57